# Knipowitsch-Nunatak
Der Knipowitsch-Nunatak (russisch Гора Книповича Gora Knipowitscha, englisch Knippovich Nunatak) ist ein Nunatak im ostantarktischen Enderbyland. Er ragt 6 km nördlich des Mount Underwood in den Nye Mountains auf.
Luftaufnahmen des Nunatak entstanden 1957 und 1958 im Zuge der Australian National Antarctic Research Expeditions sowie 1962 bei einer sowjetischen Antarktisexpedition. Namensgeber ist der russische Ozeanograf Nikolai Michailowitsch Knipowitsch (1862–1939), Leiter mehrerer Expeditionen in die Barentssee.